# Poklona

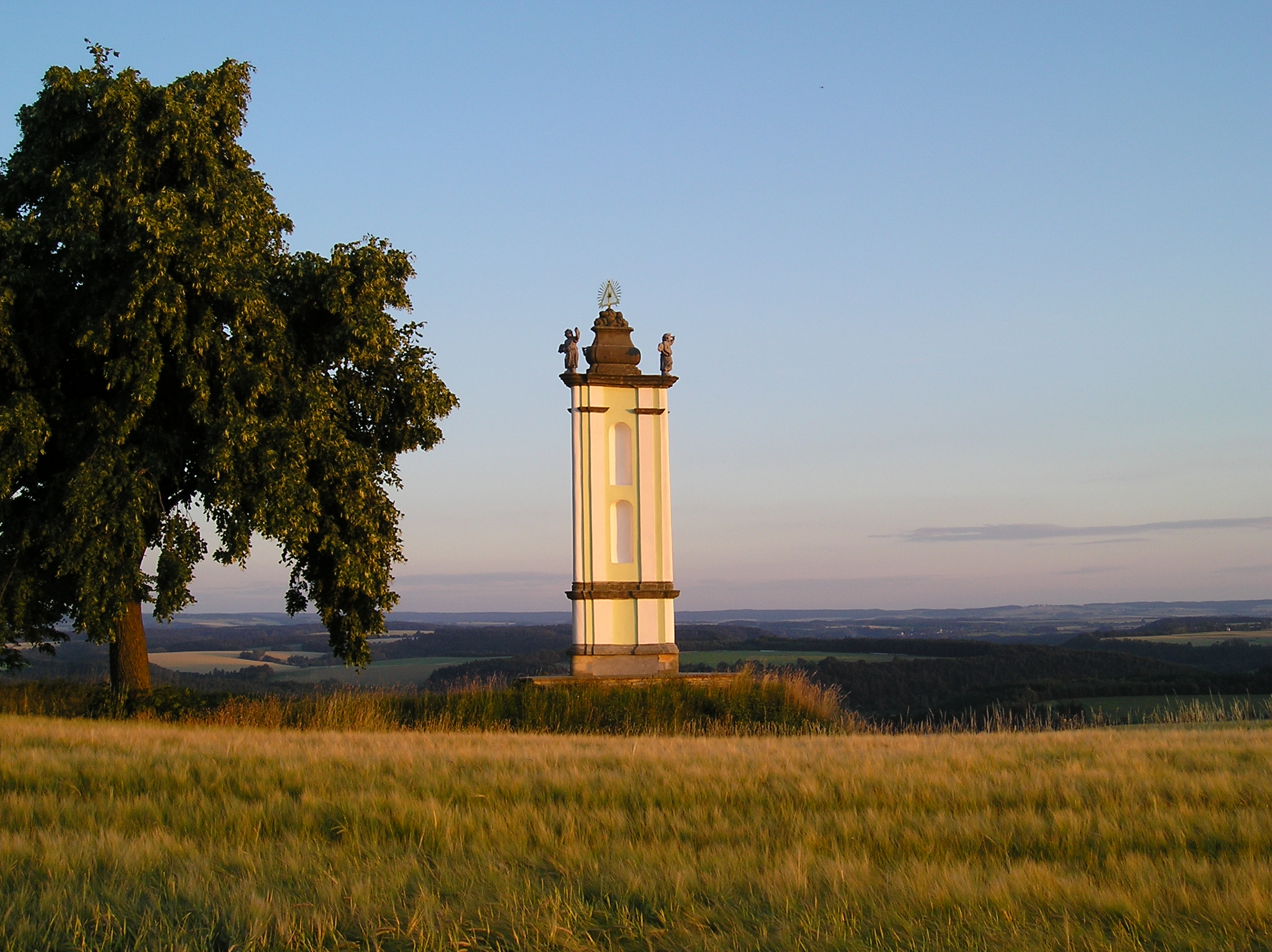
Sloup Nejsvětější Trojice na Pokloně.

Poklona je místo s vyhlídkou na hranicích okresů Ústí nad Orlicí a Chrudim nad obcemi Střemošice a Bílý Kůň. Místo se nachází v těsné blízkosti přírodní rezervace Střemošická stráň. Na místě se nachází trojboký barokní sloup Nejsvětější Trojice z první poloviny 18. století. Sloup podle pověsti nechali postavit novomanželé jako poděkování Bohu. Během jejich svatby se splašili koně a táhli vůz se svatebčany směrem ke stráni. Těsně před hranou stráně se ale zastavili a nestrhli vůz ze srázu.

## Výhled

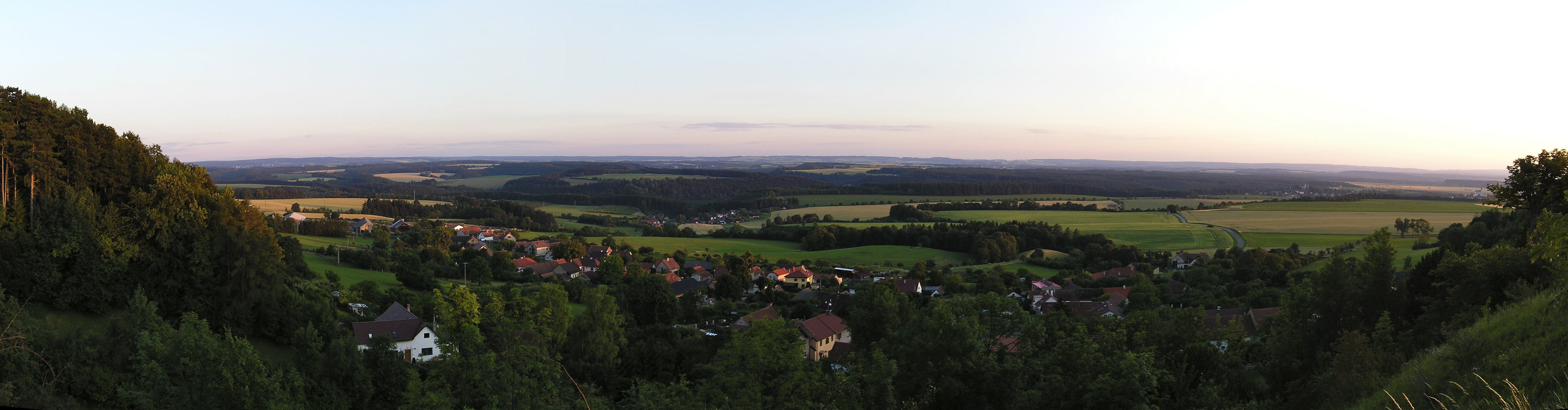
V popředí Střemošice, uprostřed Bílý Kůň, úplně vpravo Košumberk v pozadí Železné hory